# Eurofoot U-17 de Saint-Brieuc
Le Tournoi Eurofoot U-17 de Saint-Brieuc (Bretagne, France) est un tournoi international de football pour les footballeurs de moins de 17 ans. Il a été organisé entre 1989 et 1993 pour les équipes nationales, de 1984 à 1988 puis en 1990 et 1991 pour les clubs. 
Le Ballon d'or Ronaldo participa à l'Eurofoot en 1993 avant de devenir champion du monde avec le Brésil l'année suivante.

## Historique
En 1990, l'Eurofoot U-17 de Saint-Brieuc est le plus important tournoi européen non officiel réservé aux moins de 17 ans. Durant huit jours de compétition pour 12 nations et 12 clubs, il va rassembler près de 45 000 spectateurs sur 27 communes de l'ouest de la Bretagne, accueillant notamment l'Espagne, l'Italie et la France, mais aussi le Celtic Glasgow, l'Inter Milan et Manchester United.

### Les clubs
Initialement, entre 1984 et 1988, l'Eurofoot de Saint-Brieuc fut réservé aux équipes U-17 de clubs européens. Néanmoins, en 1988, c'est la sélection de la Ligue de l'Ouest cadets, emmenée par Jean-Marc et Stéphane Carnot, qui l'emporte devant le grand Real Madrid. 1990 vit la cohabition des clubs et des nations dans deux tournois distincts. Le Paris Saint-Germain remporta la finale 2-1 devant le FC Cologne. En 1991, ultime édition des clubs, Feyenoord Rotterdam battait le Dundee United de Christian Dailly (0-0, 4-2 aux t.a.b.) 

### Les sélections nationales
La fin du Tournoi U-17/U-16 de Saint-Malo en 1988 avait laissé le champ libre à Saint-Brieuc dans l'accueil d'équipes nationales. Le tournoi prit même une dimension planétaire en accueillant au fil des ans le Japon, la Guinée, la Tunisie, l'Ile Maurice, les États-Unis et même le Brésil. En 1990, la Tchécoslovaquie allait remporter l'Eurofoot, devenant championne d'Europe U-17 UEFA la même année. Cette édition fut aussi marquée par la première participation de la sélection de la Ligue de l'Ouest, majoritairement composée de joueurs du FC Lorient, du Stade rennais et du Quimper Cornouaille FC... mais pas du FC Nantes, division de la Bretagne oblige. En 1991, le 29 mars, la finale, remportée par la France aux tirs au but, fut télévisée sur France 3 national. 

### L'édition emblématique de 1992
L'une des pages les plus glorieuses de cet Eurofoot restera la victoire de la sélection de la Ligue de Bretagne sur l'équipe nationale de Norvège lors de la finale 1992. Ce jour-là, le 25 avril, devant 4 500 spectateurs et les téléspectateurs d'Eurosport, la sélection de la LBF s'imposait 1-0 à la dernière minute sur un penalty de Gwenaël Corbin, qui battait le gardien norvégien Knudsen à la suite d'une faute sur Ludovic Ponnet. 
La sélection de la Ligue de Bretagne, ne pouvant compter aucun joueur nantais, était la suivante lors de cette finale : Heurtebis (originaire de Saint-Nazaire mais licencié au Stade rennais), Chapalain (Stade quimpérois), Tanguy (Stade brestois), Lamoureux (Vannes FC), Corbin (Stade rennais), Jouault (Stade rennais), Labbé (Stade rennais), Géraud (EA Guingamp), Loric (Stade rennais), Bourmaud (Stade rennais) et Ponnet (US Crozon-Morgat), accompagnés de Dudoit et Bourdeau (Stade rennais), tous deux originaires du Poitou et d'Anjou. 
Encadrée par Jacques Riou, Conseiller Technique Départemental (CTD) des Côtes-d'Armor, la sélection bretonne allait survoler cette finale, entraînant cette conclusion de l'entraîneur norvégien Lars Tjærnås : « Cette équipe bretonne a été supérieure à l'équipe de France dans toutes ses lignes ».
L'équipe de France, tenante du titre de cet Eurofoot, comptant notamment dans ses rangs Frédéric Da Rocha, entraînée par Aimé Jacquet en personne, n'allait en effet achever ce tournoi qu'à la cinquième place (sur douze équipes). Les Français avaient été battus par l'Écosse en quarts-de-finale (1-0), ces mêmes Écossais étant atomisés (4-0) par la Bretagne en demi-finale. 
C'est alors que Aimé Jacquet, n'admettant pas la supériorité de la sélection bretonne, obligea les joueurs de sa jeune équipe de France à rester à l'hôtel, les empêchant d'assister à la finale et d'apprécier jusqu'à son terme l'esprit sportif et fraternel du tournoi. On frisa même l'incident « diplomatique » avant la finale, la FFF exigeant que la Marseillaise ne soit pas jouée en l'honneur des... bretons, avant de finalement se raviser.

### Une ambition européenne inachevée
En 1993, l'Eurofoot de Saint-Brieuc allait connaître sa dernière édition. Le 1er mai, en finale, le Brésil emmené par un certain Ronaldo, allait s'incliner devant la Russie, après un 0-0 et trois tirs au but à un. L'Eurofoot U-17 de Saint-Brieuc devait ensuite déposer son bilan. Il avait fait découvrir le football international à de très nombreuses villes des Côtes-d'Armor, du Finistère et du Morbihan (Bégard, Carhaix, Erquy, Guingamp, Lanvollon, Lehon-Dinan, Locminé, Perros-Guirec, Plérin, Pluduno, Pontivy, Pordic, entre autres).

## Palmarès des nations (finales)
- 1989 (8 avril) : Danemark b. Hongrie 0-0 (5-4, t.a.b.)
- 1990 (21 avril) : Tchécoslovaquie b. Belgique 3-0
- 1991 (2 avril) : France b. Espagne 0-0 (4-1, t.a.b.)
- 1992 (25 avril) : Bretagne b. Norvège 1-0
- 1993 (1er mai) : Russie b. Brésil 0-0 (3-1, t.a.b.)

| Edition | 1.              | 2.       | 3.     | 4.       | 5.              | 6.       | 7.              | 8.       | 9.          | 10.      | 11.        | 12.        |
| ------- | --------------- | -------- | ------ | -------- | --------------- | -------- | --------------- | -------- | ----------- | -------- | ---------- | ---------- |
| 1989    | Danemark        | Hongrie  | France | Écosse   | URSS            | Belgique | Yougoslavie     | Italie   | -           | -        | -          | -          |
| 1990    | Tchécoslovaquie | Belgique | France | Espagne  | Écosse          | Norvège  | Bretagne        | Danemark | Yougoslavie | Guinée   | Tunisie    | Bulgarie   |
| 1991    | France          | Espagne  | Israël | Italie   | Tchécoslovaquie | Turquie  | Belgique        | Roumanie | URSS        | -        | -          | -          |
| 1992    | Bretagne        | Norvège  | Écosse | Israël   | France          | Espagne  | Tchécoslovaquie | Maurice  | Danemark    | Belgique | États-Unis | C.-d’Armor |
| 1993    | Russie          | Brésil   | France | Belgique | États-Unis      | Bretagne | Japon           | Maurice  | -           | -        | -          | -          |

## Les sélections françaises (Équipe de France)
1989 : Moins de 17 ans, nés en 1972 ou après. Gardiens : Bastin (Valenciennes), Weber (Strasbourg). Défenseurs : C. Borbiconi* (Nancy), Dehillotte (Bordeaux), Jérôme (Strasbourg), Susini (Nice), Talerico (Auxerre). Milieux : Bouteiller (Nantes), Carotti (Montpellier), Flachez (Lyon), Loret (Toulouse), Viot (Rennes). Attaquants : Chagnaud (Le Havre), Martin (Auxerre), Tissot (Nancy), Vittot (Auxerre). Sélectionneur : Morlans.   
1991 : Moins de 17 ans, nés en 1974 ou après. Gardiens : Loussouarn (Nantes), Richert (Toulouse). Défenseurs : Danjou (Auxerre), Elzéard* (Paris SG), Odi (RC Paris), Risal (Monaco), Rognard (Lyon). Milieux : Bouilloux (Lyon), Brocard (Beauvais), Lafond (Bourges), Lebeuze (Le Havre), M'Bae (Martigues), Pujade (Monaco). Attaquants : Barrère (Bordeaux), Rossetti* (Istres), Soliverès (RC Paris). Sélectionneur : Morlans. 
1992 : Moins de 18 ans, nés en 1974 ou après. Gardiens : Fernandez* (Paris SG), Richert (Toulouse). Défenseurs : Alicarte (Montpellier), Dupont (Lens), Leroy (Paris SG), M'Bae (Martigues), Rognard (Lyon), Schreiner (Sochaux). Milieux : Grenet (Bordeaux), Pujade (Monaco), Rouvière (Montpellier), Walter (Mulhouse). Attaquants : Bedrossian (Cannes), Da Rocha (Nantes), M. Gillet (Rennes), Lenoble (Cannes). Sélectionneur : Jacquet.
1993 : Moins de 18 ans, nés en 1975 ou après. Gardiens : Duchesne (Caen), Hamel (Monaco). Défenseurs : Belle (Rouen), Irles (Monaco), Poulard* (Angers), Touitou (Nîmes), Voisin (Rennes). Milieux : Bastien* (Nancy), Battlès (Toulouse), Samson (Le Havre), Savine* (Nancy), Tchea (Villeurbanne). Attaquants : Boutoille (Lille), Castiello (Nîmes), Locret (Auxerre), M. Montero (Toulouse). Sélectionneur : Jodar.
* : indique un joueur surclassé.